# NGC 6160
NGC 6160 је елиптична галаксија у сазвежђу Херкул која се налази на NGC листи објеката дубоког неба.
Деклинација објекта је + 40° 55' 39" а ректасцензија 16h 27m 41,1s. Привидна величина (магнитуда) објекта NGC 6160 износи 13,3 а фотографска магнитуда 14,3. Налази се на удаљености од 78,277 милиона парсека од Сунца. NGC 6160 је још познат и под ознакама UGC 10400, MCG 7-34-42, CGCG 224-32, PGC 58199.